# Lophoterges aksuensis
Lophoterges aksuensis là một loài bướm đêm trong họ Noctuidae.